# I Am the Law (Anthrax)
I Am the Law è un singolo della band statunitense degli Anthrax, primo singolo estratto da Among the Living, terzo album della band.
Il singolo fu il primo della band a entrare nelle classifiche nel Regno Unito, benché il brano non venne trasmesso alle radio dato il contenuto osceno del testo, ispirato ad un fumetto futuristico, Giudice Dredd.

## Formazione
- Joey Belladonna - voce
- Scott Ian - chitarra
- Dan Spitz - chitarra
- Frank Bello - basso
- Charlie Benante - batteria